# Підрічна вулиця
Підрі́чна ву́лиця — зникла вулиця, що існувала в Дніпровському районі (на той час — Дарницькому) міста Києва, місцевість Березняки. Пролягала від Наводницького шосе до вулиці Юрія Шумського.

## Історія
Вулиця виникла в 1-й чверті ХХ століття, мала назву Пролетарська. У 1941—1943 роках мала назву Трипільська. Назву Підрічна вулиця набула 1955 року.
Ліквідована 1971 року у зв'язку зі знесенням старої забудови.